# Båtman
Båtman, även hamnroddare, är den hamnpersonal som hjälper till när fartyg lägger till i hamnar. De är behjälpliga vid förtöjning, vattenleveranser, persontransport och annan service för fartyg i hamn och arbetar på kaj och i mindre arbetsbåtar.

## Sjöfartsverket
I den svenska myndigheten Sjöfartsverket är det en yrkesroll med huvuduppgift att köra lotsbåten och skjutsa lotsen till och från det fartyg som behöver lotsning. Båtmän är se som sköter underhåll och service på lotsbåten och lotsstationen och stöttar vid sjöräddning samt arbetar med akut underhåll av farleder. Det finns omkring 160 båtmän anställda i Sjöfartsverket (2017).